# Earle K. Plyler
Earle Keith Plyler (* 26. April 1897 in Greenville, South Carolina, USA; † 8. Juni 1976 in Tallahassee, Florida, USA) war ein US-amerikanischer Physiker und bedeutender Pionier der Infrarotspektroskopie und Molekülspektroskopie. Er ist Namensgeber des Earle K. Plyler Prize der American Physical Society.

## Leben
Plyler stammte aus Greenville, South Carolina, wo er an der Furman University seinen B.A. (1917) und M.A. (1918) in Physik ablegte. Nach wissenschaftlicher Tätigkeit an der Johns Hopkins University erwarb er den Doktorgrad 1924 an der Columbia University.
Plyler lehrte und forschte von 1924 bis 1941 an der University of North Carolina, Chapel Hill, 1941 wechselte er an die University of Michigan, wo er bis 1945 tätig war.
Nach einer mehrjährigen Tätigkeit beim National Bureau of Standards bekam er 1962 einen Ruf an die Florida State University in Tallahassee.
1935 wurde er Fellow der American Physical Society.

## Leistungen
Earle Plyler war ein bedeutender Pionier der Molekülspektroskopie mit infrarotspektroskopischen Methoden. Im Gedenken an ihn verleiht die American Physical Society regelmäßig den „Earle K. Plyler Prize“ für besondere Verdienste auf dem Gebiet der Molekülspektroskopie.